# Шуб Ігор Дмитрович
Ігор Дмитрович Шуб (18 вересня 1952, Київ)  — український режисер, сценарист, драматург, актор і педагог. Режисер-постановник Національного палацу мистецтв «Україна».

## Біографія
В 1975 році Ігор Шуб закінчив акторське відділення Казанського театрального училища. В 1980 році здобув фах «режисер драми» в Ленінградському державному інституті театру, музики і кінематографії. Працював в Київському театрі поезії, Київському театрі драми і комедії. Був режисером-постановником в «Укрконцерті», головним режисером Київського театру естради. З 1984 року викладав у Київському національному університеті театру, кіно і телебачення імені Івана Карпенка-Карого. Колишній режисер-постановник Національного палацу мистецтв «Україна».

## П'єси
- «Карнавал на острові «Санта Мікеле»» (постановка в театрі «Пластилін» м.Тернопіль), у співавторстві з Олександром Матусовим (1986);
- «При свічках», у співавторстві з Олександром Матусовим (1986);
- «Черга», у співавторстві з Олександром Матусовим (1986);
- «Пригоди на Райдужній планеті» (постановка в театрі-студії «Новий Альказар»), у співавторстві з Олександром Матусовим (1988);
- «Бідна-прибідна Джульєтта» (Постановка в театрі-студія «Новий Альказар»), у співавторстві з Олександром Матусовим (1988);
- «Гоп-ля» (постановка в Республіканському театрі глухонімих «Веселка»), у співавторстві з Олександром Матусовим (1991);
- «Секрет музичної шкатулки» (постановка в Київському театрі естради), у співавторстві з Олександром Матусовим (1991);
- «Заповіт Беретті» ( «Укртелефільм» двосерійний фільм, вистава в театрі міста Ніжин), у співавторстві з Олександром Матусовим (1993);
- «Вовк, коза і капуста», у співавторстві з Олександром Матусовим (1993);
- «Я рахую раз, два, три, чотири, п'ять ...», у співавторстві з Олександром Матусовим (1993).

«Пригоди фантастичні в свята Новорічні» (постановка в театрі «Берегиня» м. Київ)у співавторстві з Аркакдієм Гарцманом (2018);
«Гроші, бублики, любов», у співавторстві з Аракдієм Гарцманом. (2020);
«Як Опудало одружитися захотіло» (постановка в театрі «Берегиня» м. Київ) у співавторстві з Аркадієм Гарцманом. (2020);

## Фільмографія
Сценарист
- «Заповіт Беретті» в співавторстві Олександром Матусовим (1993)
- «Королева бензоколонки 2», в співавторстві з Аркадієм Гарцманом (2004);
- «Сорочинський ярмарок», у співавторстві з Аркадієм Гарцманом (2004);
- «Танго любові », у співавторстві з Аркадієм Гарцманом (2005);
- «Індійське кіно», в співавторстві з Аркадієм Гарцманом (2007—2008);
- «Я рахую раз, два, три, чотири, п'ять ...», у співавторстві з Олександром Матусовим (2008).